# Jan Morgenstern
Jan Morgenstern – niemiecki kompozytor muzyki filmowej. Skomponował muzykę do filmów Elephants Dream, Big Buck Bunny i Sintel.